# Isar Valley

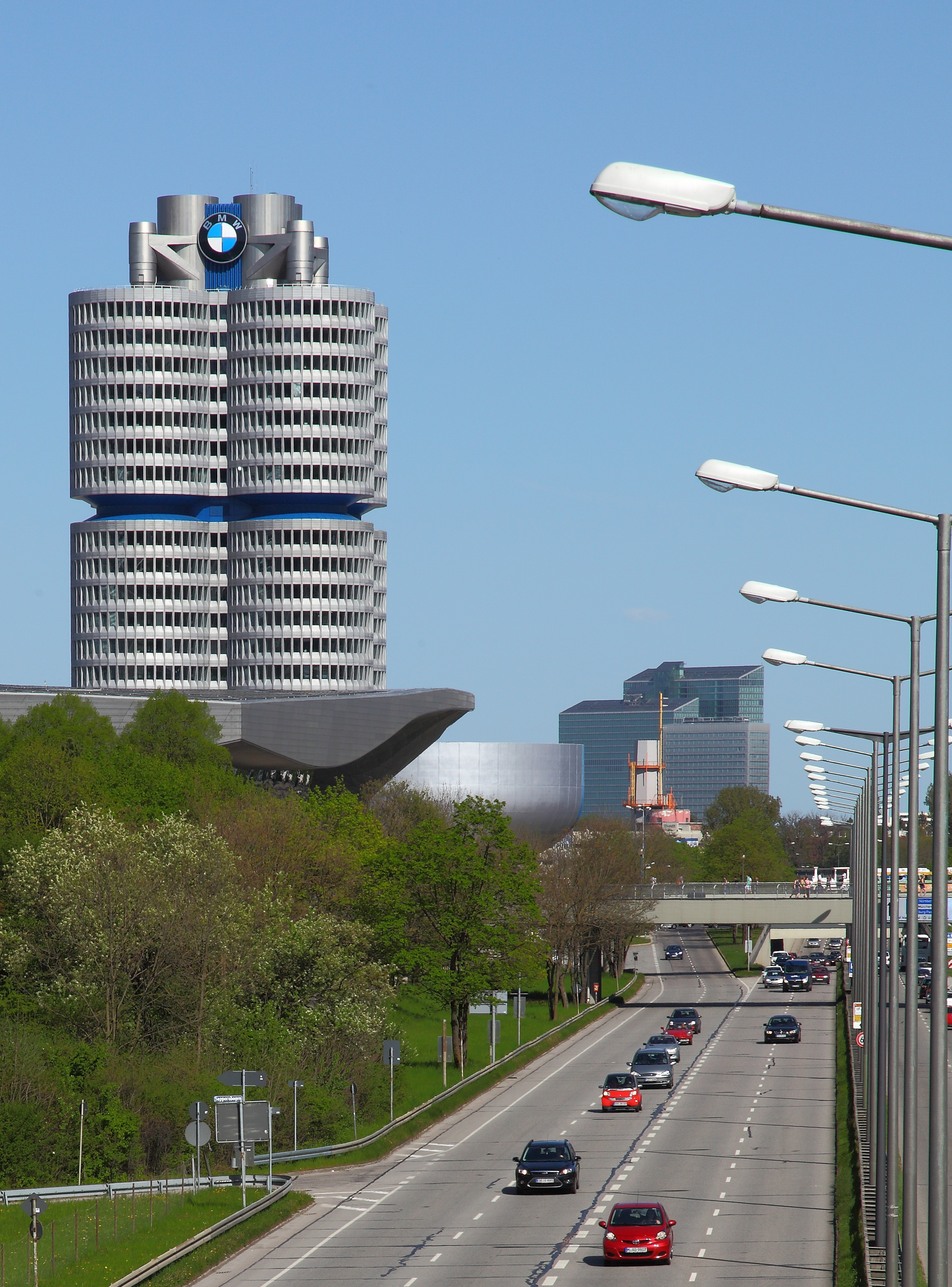
München ist ein bedeutender IT- und Hightech-Standort

Isar Valley ist eine inoffizielle Bezeichnung für München und dessen Umgebung als IT-, Mikroelektronik- und Hochtechnologie-Standort. Die Bezeichnung entstand in Anlehnung an das Silicon Valley in Kalifornien, den bedeutendsten Standort der IT-Industrie weltweit. Der Großraum München zählt wiederum zu den bedeutendsten Standorten dieser Branche in Deutschland, Ende 2010 gab es dort über 29.000 Unternehmen der IT-Branche, mit insgesamt über 230.000 Beschäftigten. Nach Angaben der TU München ist die Region sogar der wichtigste IT-Standort Deutschlands. Eine Studie der EU-Kommission sah den Raum München 2014 als führenden IT-Standort in ganz Europa.

## Geschichte
Die Siemens Aktiengesellschaft, seit 1949 mit Sitz in München, stieg bereits in den 1950er-Jahren in die Computer- und Halbleiter-Branche ein, so wurde damals etwa der Siemens 2002 entwickelt. 1962 wurde in München außerdem das Leibniz-Rechenzentrum gegründet und 1971 zudem auch das später bedeutende (heute nicht mehr existierende) Unternehmen Softlab. Insbesondere aber seit den 1990er-Jahren entwickelte sich die Region im Rahmen der High-Tech-Offensive Bayern immer mehr zu einem weltweit bedeutenden Standort der IT-Industrie, begünstigt durch zahlreiche Förderprogramme und Ansiedlungsoffensiven unter Ministerpräsident Edmund Stoiber. Zudem verfügt der Raum München mit der Ludwig-Maximilians-Universität München, der Technischen Universität München und der Hochschule für angewandte Wissenschaften München über drei große Universitäten bzw. Hochschulen und eine dementsprechend hohe Zahl an qualifizierten Absolventen. Begünstigt wurde die Entwicklung auch durch die Nähe zu zahlreichen Großkonzernen. So entstanden Unternehmen wie Infineon oder Gigaset als Ausgründungen aus Siemens. Auch Fujitsu Technology Solutions ging aus dem ehemaligen Joint-Venture Fujitsu Siemens Computers hervor. 
Eine Studie aus dem Jahr 2001 sah das „Isar Valley“ als viertwichtigsten IT-Standort weltweit, nach dem Silicon Valley, dem Großraum Boston und gleichauf mit Tel Aviv (Silicon Wadi). Den Status als einer der führenden IT-Standorte weltweit konnte München seitdem beibehalten. Mit dem SuperMUC befand sich zudem im Jahr 2012 der leistungsfähigste Supercomputer Europas in München.
Im Jahr 2019 wurde die High-Tech-Offensive durch die Hightech Agenda fortgesetzt.

## Ansässige Unternehmen (Auswahl)
Folgende Unternehmen haben ihren Hauptsitz in oder bei München:
- Allgeier SE
- ADVA Optical Networking
- Allianz Technology
- Absolut Radio
- ASM Assembly Systems
- Atoss
- Atradius
- Atradius Travel
- BMW
- Brainlab
- Cancom
- Caixabank
- Celemony Software
- Centrosolar Group
- Check24
- Dataguard Group
- EOS
- TDK Electronics
- EuviaTravel
- Escada
- ESG
- Finastra Group
- Fujitsu Technology Solutions
- Giesecke & Devrient
- Gutefrage.net
- IABG
- IBM Watson Center
- Infineon
- NTT Security
- Lantiq
- msg systems
- MorphoSys
- Munich Re
- Mutares
- MTU Aero Engines
- Nemetschek
- NorCom
- Noventi
- Rohde & Schwarz
- SES Platform Services
- SHS VIVEON
- Siemens
- Siltronic
- Scout24 Holding
- Softing
- Süss Microtec
- Telxius Group
- Technion Yildiz
- Telefónica Germany
- Travian Games
- Transdev Rail
- TÜV Süd
- TQ-Systems
- Unify

Zudem finden sich in München zahlreiche weitere Zweigniederlassungen international tätiger IT- und Hochtechnologieunternehmen, so etwa neben dem deutschen Sitz von Acronis, Adobe, Airbus, Amazon Web Services, AMD, Apple, ASML, Atos, Cadence, Cisco Systems, Google, Hitachi, Hewlett Packard, IBM, Intel, Klarna, McAfee, Microchip Technology, Microsoft, Nokia Solutions and Networks, NTT Data, Oracle, Realtek, Samsung Group, T-Systems und VMware.